# Kysucký Lieskovec
Kysucký Lieskovec je naseljeno mjesto u okrugu Kysucké Nové Mesto u Žilinskom kraju u Slovačkoj.

## Stanovništvo
| Godina:     | 1993. | 2003.   | 2013.   | 2023.   |
| ----------- | ----- | ------- | ------- | ------- |
| Broj ljudi: | 2239  | 2248    | 2341    | 2352    |
| Razlika:    |       | +0,40 % | +4,13 % | +0,46 % |

| Godina:     | 2022. | 2023.   |
| ----------- | ----- | ------- |
| Broj ljudi: | 2346  | 2352    |
| Razlika:    |       | +0,25 % |

Prema podatcima o broju stanovnika iz 2023. godine naselje je imalo 2352 stanovnika.

## Vanjske poveznice
|  | Zajednički poslužitelj ima još gradiva o temi Kysucký Lieskovec |

- Službena stranica naselja (sl.)